# Pastel en capas

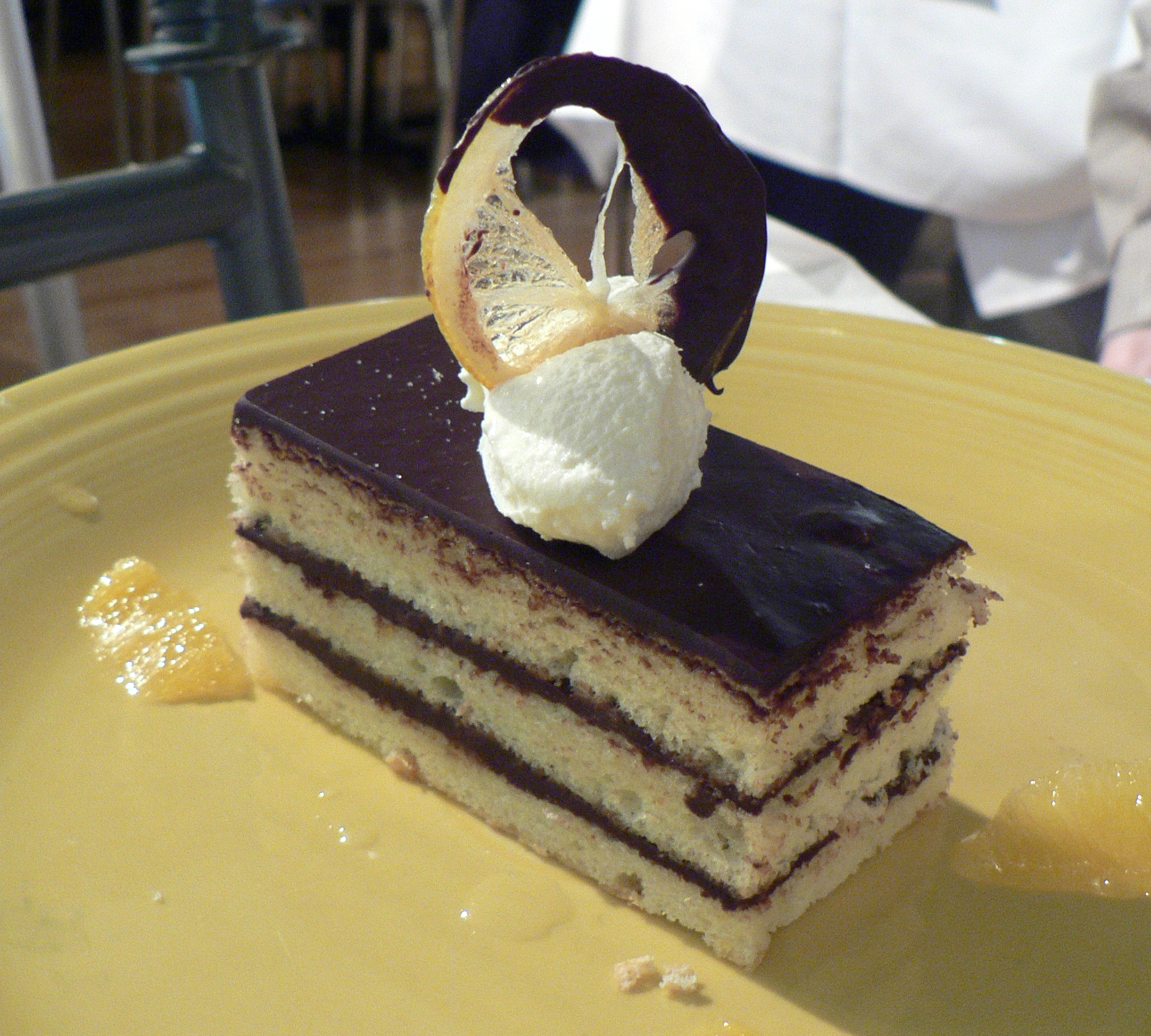
Un pastel de tres capas con una rodaja de limón confitado encima.

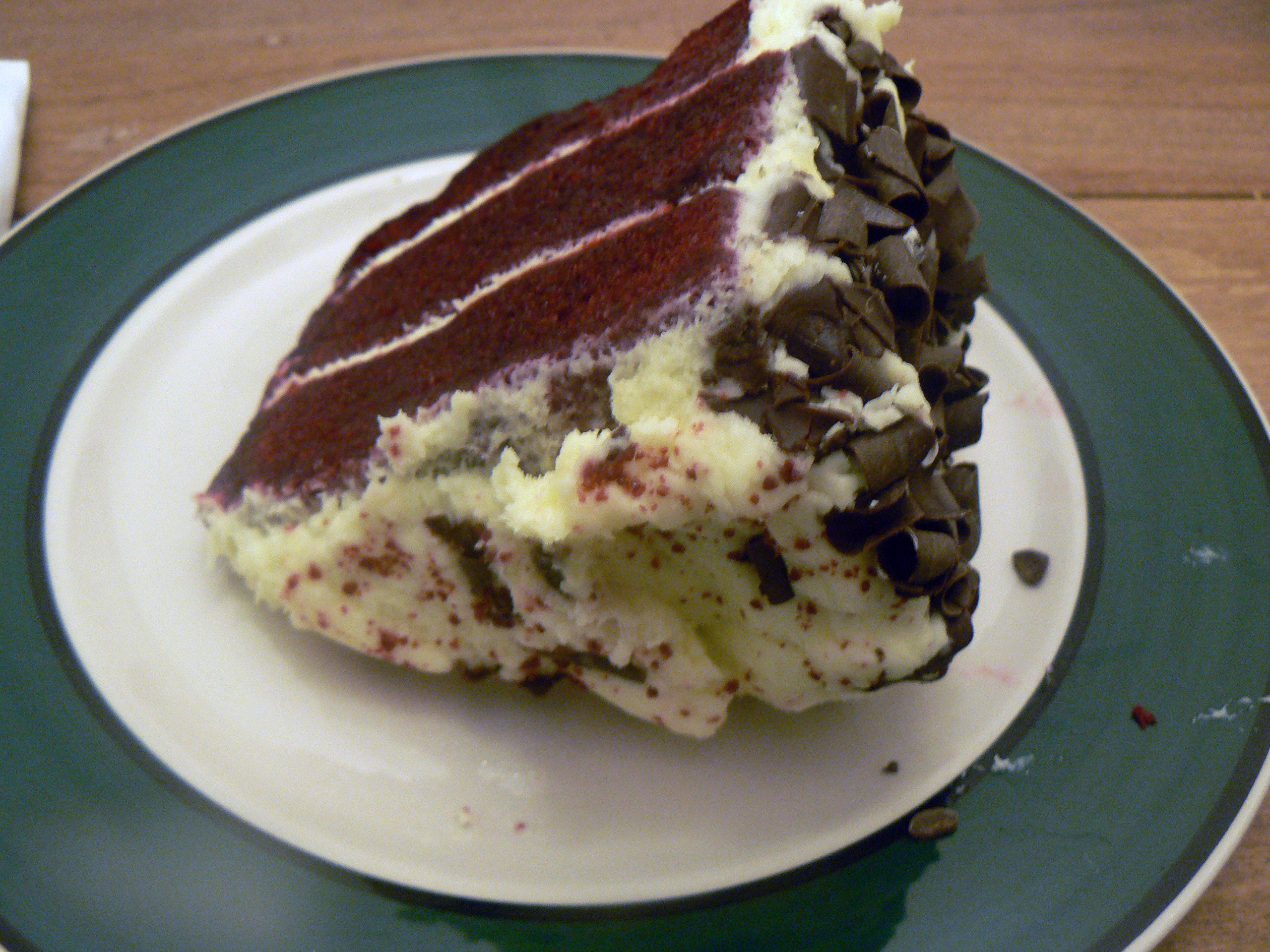
La tarta de terciopelo rojo se hace a menudo en capas.

Un pastel, tarta o torta en capas es un pastel formado por múltiples capas normalmente unidas con glaseado u otros tipo de relleno, como mermelada u otras conservas. La mayoría de las recetas de tartas pueden hacerse en capas, siendo habituales para las de mantequilla y los bizcochuelos. Con frecuencia el pastel se cubre con glaseado, pero a veces los laterales se dejan sin decorar, de forma que el relleno y el número de capas quedan visibles.
Son tartas en capas populares el pastel alemán, la tarta de terciopelo rojo, la Selva Negra y el pastel de zanahoria con queso crema. Muchos pasteles de bodas son tartas en capas decoradas.
Los pasteles en capas siempre dan para varias raciones, de forma que son mayores que los cupcakes, petit fours y demás dulces individuales. Un pastel en capas típicos suele tener unos 20 cm de diámetro y dar unas 16 raciones. A diferencia del bánh da lợn vietnamita y el brazo de gitano, los pasteles en capas se montan a partir de varias piezas de pastel separadas.

## Historia

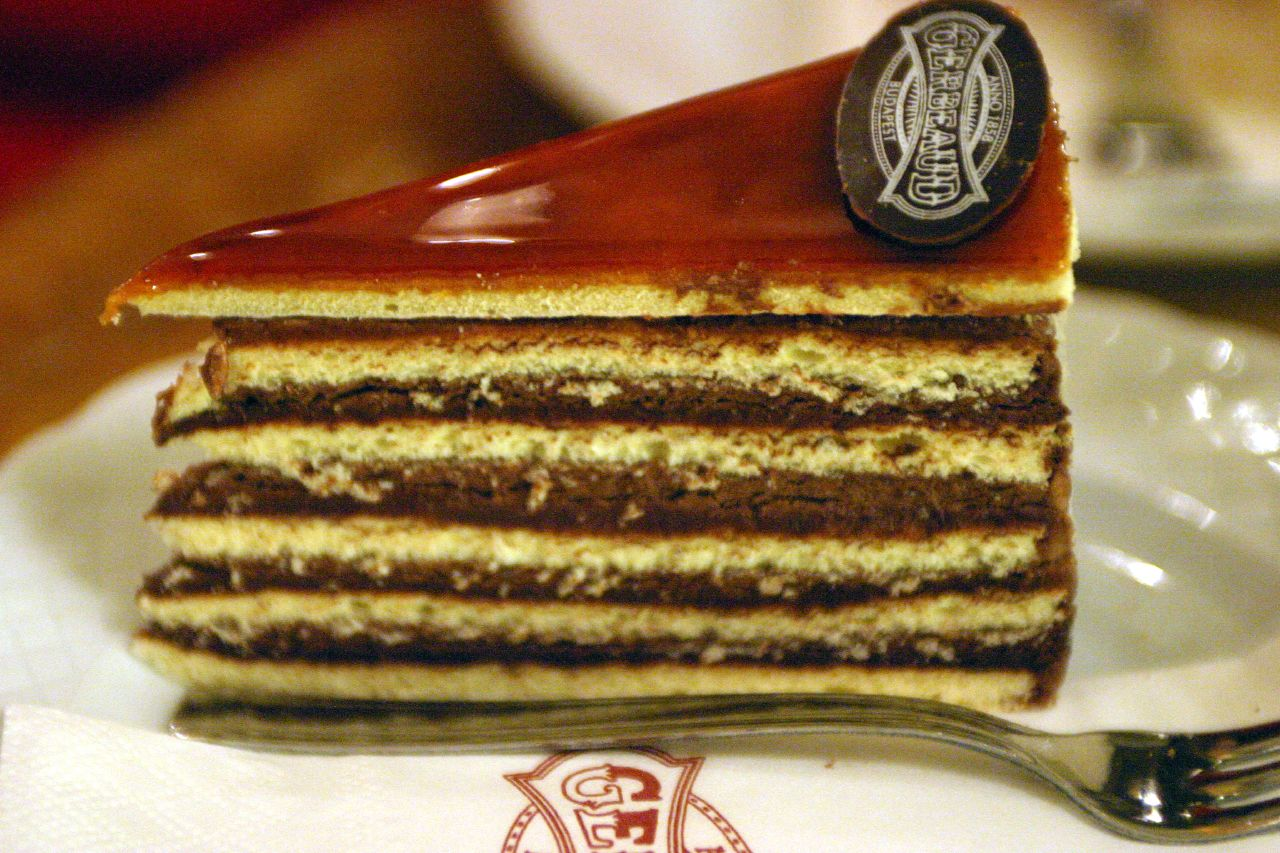
La tarta Dobos es un tipo antiguo de pastel en capas.

Las tartas en capas modernas surgieron a mediados del XIX. Una de las primeras recetas fue publicada en el Cassell's New Universal Cookery Book, publicado en Londres en 1894.
Un tipo más antiguo de tarta en capas es frecuente en el sur y este de Europa. En Ucrania y Rusia la gente sigue elaborando estos pasteles de la forma tradicional. La masa del pastel se hornea en una sartén en capas finas, de aproximadamente 1 cm de grosor. Estas capas se cubre con una capa fina de nata o mermelada, apilándose en 7 u 8 alturas. Esta pila, que tiene una altura parecida a la del típico pastel occidental, se recubre de forma que la estructura interna queda oculta. A primera vista, estos pasteles se parecen a los de estilo konditorei alemán, como la Selva Negra.